# 林迪·雷米吉诺
林迪·约翰·雷米吉诺（英語：Lindy John Remigino，1931年6月3日—2018年7月11日），美国男子田径运动员。他曾获得1952年夏季奥运会田径比赛男子100米和4×100米接力金牌。
2018年7月11日，雷米吉诺去世，享年87岁。